# Criminal Minded
Criminal Minded do Boogie Down Productions é um álbum de hip hop altamente influencial. Produção foi feita por KRS-One, DJ Scott La Rock e Ced-Gee (do Ultramagnetic MCs).

## Informação
Lançado no início de 1987, o álbum foi produzido usando vários samples de músicas de James Brown e AC/DC, e também apresentou uma influência de Dancehall. As canções "South Bronx" e "The Bridge Is Over" aumentaram a rivalidade entre o grupo e o Juice Crew.
O álbum é creditado como sendo um dos precursores do gangsta rap. Por exemplo, a capa do álbum, que mostra Parker e Sterling rodeados por um arsenal de armas de fogo é a primeira a mostrar armas.

## Recepção
| Críticas profissionais | Críticas profissionais |
| Avaliações da crítica  | Avaliações da crítica  |
| Fonte                  | Avaliação              |
| ---------------------- | ---------------------- |
| Allmusic               | [ 1 ]                  |
| Robert Christgau       | B+                     |
| Dusted                 | (favorável)            |
| RapReviews             | (9.0/10)               |
| Rolling Stone          | [ 5 ]                  |
| The Source             | [ 6 ]                  |
| Spin                   | (10/10)                |
| Trouser Press          | (favorável)            |
| Virgin Encyclopedia    | [ 9 ]                  |

Em 1998, o álbum foi selecionado como um dos The Source's 100 Best Rap Albums .
Em 2003, o álbum ficou na 444ª posição na lista dos 500 melhores álbuns feita pela Rolling Stone.

## Faixas
| #  | Título                          | Compositor(es)       | Produtor(es)                                          | Cantor(es)                        | Length |
| 1  | "Poetry"                        | L. Parker, S. LaRock | Ced Gee, DJ Scott La Rock, KRS-One                    | KRS-One                           | 5:01   |
| 2  | "South Bronx"                   | L. Parker, S. LaRock | DJ Scott La Rock, KRS-One, Partner Lee Smith          | D-Nice, DJ Scott La Rock, KRS-One | 5:10   |
| 3  | "9mm Goes Bang"                 | L. Parker, S. LaRock | DJ Scott La Rock, KRS-One, Parner Lee Smith           | KRS-One                           | 4:19   |
| 4  | "Word From Our Sponsor"         | L. Parker, S. LaRock | Ced Gee, DJ Scott La Rock, KRS-One, Partner Lee Smith | KRS-One                           | 3:52   |
| 5  | "Elementary"                    | L. Parker, S. LaRock | DJ Scott La Rock, KRS-One                             | DJ Scott La Rock, KRS-One         | 4:07   |
| 6  | "Dope Beat"                     | L. Parker, S. LaRock | Ced Gee, DJ Scott La Rock, KRS-One, Partner Lee Smith | KRS-One, DJ Scott La Rock         | 5:12   |
| 7  | "Remix For P Is Free"           | L. Parker, S. LaRock | Ced Gee, DJ Scott La Rock, KRS-One                    | KRS-One                           | 4:20   |
| 8  | "The Bridge Is Over"            | L. Parker, S. LaRock | Ced Gee, DJ Scott La Rock, KRS-One, Partner Lee Smith | KRS-One                           | 3:26   |
| 9  | "Super-Hoe"                     | L. Parker, S. LaRock | Ced Gee, DJ Scott La Rock, KRS-One                    | DJ Scott La Rock, KRS-One         | 5:30   |
| 10 | "Criminal Minded"               | L. Parker, S. LaRock | Ced Gee, DJ Scott La Rock, KRS-One                    | KRS-One                           | 5:17   |
| 11 | "Scott LaRock Mega-mix (Bonus)" | S. LaRock            | DJ Scott La Rock                                      | DJ Scott La Rock                  | 6:49   |

## Posições do álbum nas paradas
| Ano  | Álbum           | Posições nas paradas   | Posições nas paradas | Posições nas paradas |
| Ano  | Álbum           | Top R&B/Hip Hop Albums |                      |                      |
| 1987 | Criminal Minded | #73                    |                      |                      |